# Liste des monuments historiques protégés en 1909
Cet article recense les monuments historiques français classés en 1909.

## Protections
| Édifice                                                                  | Commune                                     | Département             | Région                     | Protection | Base Mérimée                         | Coordonnées                        | Image             |
| ------------------------------------------------------------------------ | ------------------------------------------- | ----------------------- | -------------------------- | ---------- | ------------------------------------ | ---------------------------------- | ----------------- |
| Église Saint-André-et-Saint-Vincent-de-Paul                              | Châtillon-sur-Chalaronne                    | Ain                     | Auvergne-Rhône-Alpes       | classé     | « PA00116367 », notice no PA00116367 | 46° 07′ 09″ nord, 4° 57′ 25″ est   |                   |
| Église Saint-Maurice                                                     | Saint-Maurice-de-Gourdans                   | Ain                     | Auvergne-Rhône-Alpes       | classé     | « PA00116559 », notice no PA00116559 | 45° 49′ 19″ nord, 5° 11′ 44″ est   |                   |
| Porte d'Ardon                                                            | Laon                                        | Aisne                   | Hauts-de-France            | classé     | « PA00115766 », notice no PA00115766 | 49° 33′ 45″ nord, 3° 37′ 28″ est   |                   |
| Église Saint-Pierre-et-Saint-Paul de Mons-en-Laonnois                    | Mons-en-Laonnois                            | Aisne                   | Hauts-de-France            | classé     | « PA00115817 », notice no PA00115817 | 49° 32′ 16″ nord, 3° 33′ 14″ est   |                   |
| Église Notre-Dame de Septvaux                                            | Septvaux                                    | Aisne                   | Hauts-de-France            | classé     | « PA00115926 », notice no PA00115926 | 49° 34′ 13″ nord, 3° 22′ 37″ est   |                   |
| Église Saint-Rupert-et-Saint-Druon de Vasseny                            | Vasseny                                     | Aisne                   | Hauts-de-France            | classé     | « PA00115964 », notice no PA00115964 | 49° 21′ 11″ nord, 3° 29′ 19″ est   |                   |
| Église Saint-Pierre de Châteloy                                          | Hérisson                                    | Allier                  | Auvergne-Rhône-Alpes       | classé     | « PA00093116 », notice no PA00093116 | 46° 31′ 10″ nord, 2° 41′ 58″ est   |                   |
| Inscription de la Pierre Écrite                                          | Saint-Geniez                                | Alpes-de-Haute-Provence | Provence-Alpes-Côte d'Azur | classé     | « PA00080464 », notice no PA00080464 | 44° 14′ 20″ nord, 6° 01′ 01″ est   |                   |
| Fort du mont Alban                                                       | Nice                                        | Alpes-Maritimes         | Provence-Alpes-Côte d'Azur | classé     | « PA00080795 », notice no PA00080795 | 43° 42′ 05″ nord, 7° 18′ 01″ est   |                   |
| Castellaras de la Malle                                                  | Saint-Vallier-de-Thiey                      | Alpes-Maritimes         | Provence-Alpes-Côte d'Azur | classé     | « PA00080851 », notice no PA00080851 | 43° 42′ 09″ nord, 6° 52′ 59″ est   | catégorie commons |
| Église Saint-Hilaire de Chassiers                                        | Chassiers                                   | Ardèche                 | Auvergne-Rhône-Alpes       | classé     | « PA00116688 », notice no PA00116688 | 44° 33′ 03″ nord, 4° 17′ 47″ est   |                   |
| Église Saint-Laurent                                                     | Bouilly                                     | Aube                    | Grand Est                  | classé     | « PA00078054 », notice no PA00078054 | 48° 11′ 35″ nord, 3° 59′ 53″ est   | catégorie commons |
| Croix                                                                    | Mussy-sur-Seine                             | Aube                    | Grand Est                  | classé     | « PA00078165 », notice no PA00078165 | 47° 58′ 45″ nord, 4° 29′ 49″ est   | catégorie commons |
| Croix de cimetière                                                       | Trouans                                     | Aube                    | Grand Est                  | classé     | « PA00078246 », notice no PA00078246 | 48° 37′ 43″ nord, 4° 14′ 22″ est   | catégorie commons |
| Palais épiscopal                                                         | Troyes                                      | Aube                    | Grand Est                  | classé     | « PA00078262 », notice no PA00078262 | 48° 18′ 01″ nord, 4° 04′ 57″ est   |                   |
| Église Saint-Quirinus                                                    | Montjaux                                    | Aveyron                 | Occitanie                  | classé     | « PA00094069 », notice no PA00094069 | 44° 06′ 07″ nord, 2° 54′ 27″ est   |                   |
| Voie Aurélienne et colonne milliaire                                     | Maussane-les-Alpilles                       | Bouches-du-Rhône        | Provence-Alpes-Côte d'Azur | classé     | « PA00081383 », notice no PA00081383 |                                    |                   |
| Via Aurelia                                                              | Paradou                                     | Bouches-du-Rhône        | Provence-Alpes-Côte d'Azur | classé     | « PA00081398 », notice no PA00081398 |                                    |                   |
| Église Notre-Dame-de-la-Gloriette                                        | Caen                                        | Calvados                | Normandie                  | classé     | « PA00111130 », notice no PA00111130 | 49° 10′ 50″ nord, 0° 22′ 00″ ouest |                   |
| Église Sainte-Marguerite                                                 | Ducy-Sainte-Marguerite                      | Calvados                | Normandie                  | classé     | « PA00111293 », notice no PA00111293 | 49° 13′ 27″ nord, 0° 36′ 42″ ouest |                   |
| Lieutenance                                                              | Honfleur                                    | Calvados                | Normandie                  | classé     | « PA00111389 », notice no PA00111389 | 49° 25′ 16″ nord, 0° 14′ 01″ est   |                   |
| Église Saint-Ouen                                                        | Rots                                        | Calvados                | Normandie                  | classé     | « PA00111641 », notice no PA00111641 | 49° 12′ 43″ nord, 0° 28′ 27″ ouest |                   |
| Église Saint-Michel                                                      | Tordouet                                    | Calvados                | Normandie                  | classé     | « PA00111750 », notice no PA00111750 | 49° 02′ 58″ nord, 0° 19′ 54″ est   |                   |
| Église Saint-Aignan                                                      | Trévières                                   | Calvados                | Normandie                  | classé     | « PA00111765 », notice no PA00111765 | 49° 18′ 33″ nord, 0° 54′ 12″ ouest |                   |
| Église Saint-Cybard de La Rochefoucauld                                  | La Rochefoucauld                            | Charente                | Nouvelle-Aquitaine         | classé     | « PA00104469 », notice no PA00104469 | 45° 44′ 25″ nord, 0° 23′ 10″ est   |                   |
| Couvent des Carmes de La Rochefoucauld                                   | La Rochefoucauld                            | Charente                | Nouvelle-Aquitaine         | classé     | « PA00104468 », notice no PA00104468 | 45° 44′ 29″ nord, 0° 23′ 03″ est   |                   |
| Église Saint-Maurice de Saint-Maurice-des-Lions                          | Saint-Maurice-des-Lions                     | Charente                | Nouvelle-Aquitaine         | classé     | « PA00104506 », notice no PA00104506 | 45° 57′ 55″ nord, 0° 42′ 09″ est   |                   |
| Église Saint-André de Clion                                              | Clion                                       | Charente-Maritime       | Nouvelle-Aquitaine         | classé     | « PA00104654 », notice no PA00104654 | 45° 28′ 48″ nord, 0° 30′ 01″ ouest |                   |
| Église Saint-Martin de Meursac                                           | Meursac                                     | Charente-Maritime       | Nouvelle-Aquitaine         | classé     | « PA00104804 », notice no PA00104804 | 45° 39′ 00″ nord, 0° 48′ 28″ ouest |                   |
| Porte Dauphine                                                           | La Rochelle                                 | Charente-Maritime       | Nouvelle-Aquitaine         | classé     | « PA00105144 », notice no PA00105144 | 46° 10′ 05″ nord, 1° 09′ 02″ ouest |                   |
| Église Saint-Georges de Saint-Georges-des-Coteaux                        | Saint-Georges-des-Coteaux                   | Charente-Maritime       | Nouvelle-Aquitaine         | classé     | « PA00105174 », notice no PA00105174 | 45° 45′ 47″ nord, 0° 42′ 47″ ouest |                   |
| Borne milliaire de Bruère-Allichamps                                     | Bruère-Allichamps                           | Cher                    | Centre-Val de Loire        | classé     | « PA00096747 », notice no PA00096747 | 46° 46′ 11″ nord, 2° 25′ 59″ est   |                   |
| Église Saint-Vorles                                                      | Châtillon-sur-Seine                         | Côte-d'Or               | Bourgogne-Franche-Comté    | classé     | « PA00112194 », notice no PA00112194 | 47° 51′ 30″ nord, 4° 34′ 35″ est   |                   |
| Château des ducs de Bourgogne                                            | Châtillon-sur-Seine                         | Côte-d'Or               | Bourgogne-Franche-Comté    | classé     | « PA00112190 », notice no PA00112190 | 47° 51′ 32″ nord, 4° 34′ 39″ est   |                   |
| Église                                                                   | Cussey-les-Forges                           | Côte-d'Or               | Bourgogne-Franche-Comté    | classé     | « PA00112245 », notice no PA00112245 | 47° 38′ 34″ nord, 5° 04′ 44″ est   |                   |
| Église de la Nativité                                                    | Mirebeau-sur-Bèze                           | Côte-d'Or               | Bourgogne-Franche-Comté    | classé     | « PA00112543 », notice no PA00112543 | 47° 23′ 54″ nord, 5° 18′ 59″ est   |                   |
| Église Saint-Laurent-et-Saint-Marc                                       | Pichanges                                   | Côte-d'Or               | Bourgogne-Franche-Comté    | classé     | « PA00112584 », notice no PA00112584 | 47° 27′ 42″ nord, 5° 08′ 51″ est   |                   |
| Église Saint-Georges                                                     | La Rochepot                                 | Côte-d'Or               | Bourgogne-Franche-Comté    | classé     | « PA00112612 », notice no PA00112612 | 46° 57′ 30″ nord, 4° 40′ 40″ est   |                   |
| Maison du Bourreau                                                       | Lamballe                                    | Côtes-d'Armor           | Bretagne                   | classé     | « PA00089231 », notice no PA00089231 | 48° 28′ 10″ nord, 2° 30′ 56″ ouest |                   |
| Église de la Trinité de Brélévenez                                       | Lannion                                     | Côtes-d'Armor           | Bretagne                   | classé     | « PA00089279 », notice no PA00089279 | 48° 44′ 10″ nord, 3° 27′ 31″ ouest |                   |
| Église de Saint-Ivi de Loguivy-lès-Lannion                               | Lannion                                     | Côtes-d'Armor           | Bretagne                   | classé     | « PA00089309 », notice no PA00089309 | 48° 44′ 08″ nord, 3° 28′ 58″ ouest |                   |
| Chapelle Saint-Jacques de Rostrenen                                      | Rostrenen                                   | Côtes-d'Armor           | Bretagne                   | classé     | « PA00089571 », notice no PA00089571 | 48° 14′ 07″ nord, 3° 19′ 18″ ouest |                   |
| Fontaine du XVIe siècle                                                  | Rostrenen                                   | Côtes-d'Armor           | Bretagne                   | classé     | « PA00089572 », notice no PA00089572 | 48° 14′ 11″ nord, 3° 19′ 06″ ouest |                   |
| Chapelle Saint-Eloi                                                      | Saint-Nicolas-du-Pélem                      | Côtes-d'Armor           | Bretagne                   | classé     | « PA00089648 », notice no PA00089648 | 48° 18′ 23″ nord, 3° 08′ 23″ ouest |                   |
| Église Sainte-Anne de Trégastel                                          | Trégastel                                   | Côtes-d'Armor           | Bretagne                   | classé     | « PA00089692 », notice no PA00089692 | 48° 48′ 37″ nord, 3° 30′ 00″ ouest |                   |
| Chapelle Saint-Jacques et sa fontaine                                    | Tréméven                                    | Côtes-d'Armor           | Bretagne                   | classé     | « PA00089734 », notice no PA00089734 | 48° 40′ 43″ nord, 3° 02′ 28″ ouest |                   |
| Église Sainte-Eutrope du Cormenier                                       | Beauvoir-sur-Niort                          | Deux-Sèvres             | Nouvelle-Aquitaine         | classé     | « PA00101189 », notice no PA00101189 | 46° 11′ 09″ nord, 0° 28′ 42″ ouest |                   |
| Église Saint-Maurice de Béceleuf                                         | Béceleuf                                    | Deux-Sèvres             | Nouvelle-Aquitaine         | classé     | « PA00101190 », notice no PA00101190 | 46° 28′ 14″ nord, 0° 30′ 27″ ouest |                   |
| Église Notre-Dame de Chenay                                              | Chenay                                      | Deux-Sèvres             | Nouvelle-Aquitaine         | classé     | « PA00101218 », notice no PA00101218 | 46° 19′ 31″ nord, 0° 02′ 04″ ouest |                   |
| Église Saint-Hilaire de Gourgé                                           | Gourgé                                      | Deux-Sèvres             | Nouvelle-Aquitaine         | classé     | « PA00101241 », notice no PA00101241 | 46° 43′ 42″ nord, 0° 10′ 04″ ouest |                   |
| Église Saint-Jean-l'Évangéliste de Marigny                               | Marigny                                     | Deux-Sèvres             | Nouvelle-Aquitaine         | classé     | « PA00101253 », notice no PA00101253 | 46° 11′ 52″ nord, 0° 25′ 05″ ouest |                   |
| Église Sainte-Eugénie de Sainte-Ouenne                                   | Sainte-Ouenne                               | Deux-Sèvres             | Nouvelle-Aquitaine         | classé     | « PA00101359 », notice no PA00101359 | 46° 26′ 43″ nord, 0° 26′ 50″ ouest |                   |
| Église Saint-Médard de Thouars                                           | Thouars                                     | Deux-Sèvres             | Nouvelle-Aquitaine         | classé     | « PA00101380 », notice no PA00101380 | 46° 58′ 27″ nord, 0° 12′ 54″ ouest |                   |
| Église Saint-Barthélemy de Bauzens                                       | Ajat                                        | Dordogne                | Nouvelle-Aquitaine         | classé     | « PA00082316 », notice no PA00082316 | 45° 10′ 36″ nord, 1° 02′ 32″ est   |                   |
| Église Saint-Laurent-et-Saint-Front                                      | Beaumont-du-Périgord                        | Dordogne                | Nouvelle-Aquitaine         | classé     | « PA00082342 », notice no PA00082342 | 44° 46′ 09″ nord, 0° 46′ 05″ est   |                   |
| Ancienne abbaye Notre-Dame                                               | Chancelade                                  | Dordogne                | Nouvelle-Aquitaine         | classé     | « PA00082470 », notice no PA00082470 | 45° 12′ 26″ nord, 0° 40′ 01″ est   |                   |
| Gisement de Tabaterie (abri Brouillaud et abri Sondougne)                | La Gonterie-Boulouneix                      | Dordogne                | Nouvelle-Aquitaine         | classé     | « PA00082566 », notice no PA00082566 | 45° 21′ 57″ nord, 0° 33′ 35″ est   |                   |
| Collégiale Saint-Martin d'Étampes                                        | Étampes                                     | Essonne                 | Île-de-France              | classé     | « PA00087895 », notice no PA00087895 | 48° 25′ 34″ nord, 2° 08′ 22″ est   |                   |
| Église Saint-Nicolas de Beaumont-le-Roger                                | Beaumont-le-Roger                           | Eure                    | Normandie                  | classé     | « PA00099325 », notice no PA00099325 | 49° 04′ 54″ nord, 0° 46′ 42″ est   |                   |
| Église Saint-Ouen de Pont-Audemer                                        | Pont-Audemer                                | Eure                    | Normandie                  | classé     | « PA00099515 », notice no PA00099515 | 49° 21′ 19″ nord, 0° 30′ 54″ est   |                   |
| Église Saint-Pierre de Saint-Pierre-d'Autils                             | Saint-Pierre-d'Autils                       | Eure                    | Normandie                  | classé     | « PA00099567 », notice no PA00099567 | 49° 07′ 09″ nord, 1° 26′ 13″ est   |                   |
| Église Saint-Éloi                                                        | Aunay-sous-Auneau                           | Eure-et-Loir            | Centre-Val de Loire        | classé     | « PA00096960 », notice no PA00096960 | 48° 26′ 26″ nord, 1° 48′ 44″ est   |                   |
| Menhir de Chantecoq ou Mère-aux-Cailles                                  | Ymeray                                      | Eure-et-Loir            | Centre-Val de Loire        | classé     | « PA00097241 », notice no PA00097241 | 48° 30′ 56″ nord, 1° 42′ 18″ est   |                   |
| Allée couverte du Mougau-Bihan                                           | Commana                                     | Finistère               | Bretagne                   | classé     | « PA00089887 », notice no PA00089887 | 48° 23′ 59″ nord, 3° 58′ 01″ ouest |                   |
| Menhir de Kerellou                                                       | Guerlesquin                                 | Finistère               | Bretagne                   | classé     | « PA00089985 », notice no PA00089985 | 48° 32′ 52″ nord, 3° 36′ 02″ ouest |                   |
| Chapelle Notre-Dame-de-la-Fontaine                                       | Morlaix                                     | Finistère               | Bretagne                   | classé     | « PA00090125 », notice no PA00090125 | 48° 34′ 46″ nord, 3° 49′ 27″ ouest |                   |
| Dolmen de Creach-ar-Vren                                                 | Plouescat                                   | Finistère               | Bretagne                   | classé     | « PA00090217 », notice no PA00090217 | 48° 39′ 25″ nord, 4° 09′ 27″ ouest |                   |
| Menhir de Cam Louis                                                      | Plouescat                                   | Finistère               | Bretagne                   | classé     | « PA00090220 », notice no PA00090220 | 48° 41′ 10″ nord, 4° 11′ 01″ ouest |                   |
| Menhir                                                                   | Plouescat                                   | Finistère               | Bretagne                   | classé     | « PA00090219 », notice no PA00090219 |                                    |                   |
| Chapelle Notre-Dame-de-Berven                                            | Plouzévédé                                  | Finistère               | Bretagne                   | classé     | « PA00090273 », notice no PA00090273 | 48° 36′ 19″ nord, 4° 06′ 49″ ouest |                   |
| Chapelle Saint-Tugen                                                     | Primelin                                    | Finistère               | Bretagne                   | classé     | « PA00090317 », notice no PA00090317 | 48° 01′ 19″ nord, 4° 35′ 33″ ouest |                   |
| Remparts                                                                 | Quimper                                     | Finistère               | Bretagne                   | classé     | « PA00090337 », notice no PA00090337 | 47° 59′ 46″ nord, 4° 06′ 22″ ouest |                   |
| Fontaine de la Gloire                                                    | Saint-Pol-de-Léon                           | Finistère               | Bretagne                   | classé     | « PA00090428 », notice no PA00090428 | 48° 41′ 03″ nord, 3° 59′ 17″ ouest |                   |
| Dolmen de Boutouiller                                                    | Saint-Pol-de-Léon                           | Finistère               | Bretagne                   | classé     | « PA00090426 », notice no PA00090426 | 48° 39′ 25″ nord, 3° 57′ 38″ ouest |                   |
| Église Saint-Paul                                                        | Nîmes                                       | Gard                    | Occitanie                  | classé     | « PA00103095 », notice no PA00103095 | 43° 50′ 12″ nord, 4° 21′ 22″ est   |                   |
| Église Saint-Saturnin de Berson                                          | Berson                                      | Gironde                 | Nouvelle-Aquitaine         | classé     | « PA00083143 », notice no PA00083143 | 45° 06′ 35″ nord, 0° 35′ 17″ ouest |                   |
| Église Saint-Pierre-ès-Liens de Préchac                                  | Préchac                                     | Gironde                 | Nouvelle-Aquitaine         | classé     | « PA00083679 », notice no PA00083679 | 44° 23′ 57″ nord, 0° 21′ 10″ ouest |                   |
| Église Saint-Christophe du Puch                                          | Sauveterre-de-Guyenne                       | Gironde                 | Nouvelle-Aquitaine         | classé     | « PA00083686 », notice no PA00083686 | 44° 43′ 02″ nord, 0° 06′ 00″ ouest |                   |
| Chapelle des Carmélites de Toulouse (Ancien grand séminaire de Toulouse) | Toulouse                                    | Haute-Garonne           | Occitanie                  | classé     | « PA00094635 », notice no PA00094635 | 43° 36′ 26″ nord, 1° 26′ 33″ est   |                   |
| Église Saint-Front de Saint-Front                                        | Saint-Front                                 | Haute-Loire             | Auvergne-Rhône-Alpes       | classé     | « PA00092841 », notice no PA00092841 | 44° 58′ 38″ nord, 4° 08′ 36″ est   |                   |
| Église Notre-Dame-en-son-Assomption de Balesmes-sur-Marne                | Balesmes-sur-Marne                          | Haute-Marne             | Grand Est                  | classé     | « PA00078946 », notice no PA00078946 | 47° 49′ 15″ nord, 5° 22′ 24″ est   |                   |
| Croix de chemin de Balesmes-sur-Marne                                    | Balesmes-sur-Marne                          | Haute-Marne             | Grand Est                  | classé     | « PA00078945 », notice no PA00078945 | 47° 49′ 16″ nord, 5° 22′ 42″ est   |                   |
| Église de Villars-Saint-Marcellin                                        | Bourbonne-les-Bains                         | Haute-Marne             | Grand Est                  | classé     | « PA00078956 », notice no PA00078956 | 47° 56′ 08″ nord, 5° 47′ 25″ est   |                   |
| Croix de chemin de Breuvannes-en-Bassigny                                | Breuvannes-en-Bassigny                      | Haute-Marne             | Grand Est                  | classé     | « PA00078971 », notice no PA00078971 | 48° 04′ 00″ nord, 5° 37′ 32″ est   |                   |
| Croix de cimetière de Ceffonds                                           | Ceffonds                                    | Haute-Marne             | Grand Est                  | classé     | « PA00078979 », notice no PA00078979 | 48° 28′ 17″ nord, 4° 45′ 48″ est   |                   |
| Église Saint-Maur-et-Sainte-Catherine de Celsoy                          | Celsoy                                      | Haute-Marne             | Grand Est                  | classé     | « PA00078985 », notice no PA00078985 | 47° 51′ 37″ nord, 5° 28′ 38″ est   |                   |
| Croix Gratien                                                            | Chaumont                                    | Haute-Marne             | Grand Est                  | classé     | « PA00079012 », notice no PA00079012 | 48° 06′ 28″ nord, 5° 08′ 04″ est   |                   |
| Croix de carrefour de Curel                                              | Curel                                       | Haute-Marne             | Grand Est                  | classé     | « PA00079044 », notice no PA00079044 | 48° 29′ 28″ nord, 5° 08′ 13″ est   |                   |
| Église Saint-Laurent d'Éclaron                                           | Éclaron-Braucourt-Sainte-Livière            | Haute-Marne             | Grand Est                  | classé     | « PA00079056 », notice no PA00079056 | 48° 35′ 23″ nord, 4° 51′ 55″ est   |                   |
| Église Notre-Dame-en-son-Assomption de Braucourt                         | Éclaron-Braucourt-Sainte-Livière            | Haute-Marne             | Grand Est                  | classé     | « PA00079055 », notice no PA00079055 | 48° 32′ 07″ nord, 4° 48′ 54″ est   |                   |
| Croix de cimetière d'Heuilley-le-Grand                                   | Heuilley-le-Grand                           | Haute-Marne             | Grand Est                  | classé     | « PA00079071 », notice no PA00079071 | 47° 45′ 19″ nord, 5° 23′ 29″ est   |                   |
| Chapelle Sainte-Anne de Joinville                                        | Joinville                                   | Haute-Marne             | Grand Est                  | classé     | « PA00079077 », notice no PA00079077 | 48° 26′ 19″ nord, 5° 08′ 08″ est   |                   |
| Église Saint-Gal de Luzy-sur-Marne                                       | Luzy-sur-Marne                              | Haute-Marne             | Grand Est                  | classé     | « PA00079141 », notice no PA00079141 | 48° 03′ 26″ nord, 5° 11′ 09″ est   |                   |
| Chapelle Notre-Dame de Presles                                           | Marcilly-en-Bassigny                        | Haute-Marne             | Grand Est                  | classé     | « PA00079145 », notice no PA00079145 | 47° 52′ 43″ nord, 5° 34′ 03″ est   |                   |
| Église Saint-Martin de Trémilly                                          | Trémilly                                    | Haute-Marne             | Grand Est                  | classé     | « PA00079166 », notice no PA00079166 | 48° 21′ 58″ nord, 4° 46′ 59″ est   |                   |
| Église Notre-Dame-en-sa-Nativité de Nully                                | Nully                                       | Haute-Marne             | Grand Est                  | classé     | « PA00079165 », notice no PA00079165 | 48° 21′ 57″ nord, 4° 48′ 23″ est   |                   |
| Église Saint-Sébastien de Perthes                                        | Perthes                                     | Haute-Marne             | Grand Est                  | classé     | « PA00079184 », notice no PA00079184 | 48° 39′ 25″ nord, 4° 49′ 20″ est   |                   |
| Église Saint-Aignan de Poissons                                          | Poissons                                    | Haute-Marne             | Grand Est                  | classé     | « PA00079189 », notice no PA00079189 | 48° 25′ 21″ nord, 5° 13′ 14″ est   |                   |
| Croix de cimetière de Puellemontier                                      | Puellemontier                               | Haute-Marne             | Grand Est                  | classé     | « PA00079194 », notice no PA00079194 | 48° 29′ 47″ nord, 4° 42′ 03″ est   |                   |
| Croix de cimetière de Rivière-les-Fosses                                 | Rivière-les-Fosses                          | Haute-Marne             | Grand Est                  | classé     | « PA00079200 », notice no PA00079200 | 47° 39′ 31″ nord, 5° 13′ 58″ est   |                   |
| Église des Trois-Jumeaux                                                 | Saints-Geosmes                              | Haute-Marne             | Grand Est                  | classé     | « PA00079232 », notice no PA00079232 | 47° 49′ 50″ nord, 5° 19′ 42″ est   |                   |
| Église Notre-Dame de Sommevoire                                          | Sommevoire                                  | Haute-Marne             | Grand Est                  | classé     | « PA00079243 », notice no PA00079243 | 48° 24′ 42″ nord, 4° 50′ 28″ est   |                   |
| Hôtel de ville de Champlitte                                             | Champlitte                                  | Haute-Saône             | Bourgogne-Franche-Comté    | classé     | « PA00102130 », notice no PA00102130 | 47° 37′ 01″ nord, 5° 30′ 51″ est   |                   |
| Église Sainte-Foy de Contamine-sur-Arve                                  | Contamine-sur-Arve                          | Haute-Savoie            | Auvergne-Rhône-Alpes       | classé     | « PA00118381 », notice no PA00118381 | 46° 07′ 42″ nord, 6° 20′ 30″ est   |                   |
| Église Saint-Hippolyte                                                   | Thonon-les-Bains                            | Haute-Savoie            | Auvergne-Rhône-Alpes       | classé     | « PA00118457 », notice no PA00118457 | 46° 22′ 22″ nord, 6° 28′ 45″ est   |                   |
| Église Saint-Michel-des-Lions                                            | Limoges                                     | Haute-Vienne            | Nouvelle-Aquitaine         | classé     | « PA00100343 », notice no PA00100343 | 45° 49′ 50″ nord, 1° 15′ 25″ est   |                   |
| Église Saint-Pierre-du-Queyroix                                          | Limoges                                     | Haute-Vienne            | Nouvelle-Aquitaine         | classé     | « PA00100344 », notice no PA00100344 | 45° 49′ 52″ nord, 1° 15′ 42″ est   |                   |
| Tour des Augustins                                                       | Geaune                                      | Landes                  | Nouvelle-Aquitaine         | classé     | « PA00083949 », notice no PA00083949 | 43° 38′ 25″ nord, 0° 22′ 48″ ouest |                   |
| Abbaye Saint-Jean de Sorde                                               | Sorde-l'Abbaye                              | Landes                  | Nouvelle-Aquitaine         | classé     | « PA00132534 », notice no PA00132534 | 43° 31′ 44″ nord, 1° 03′ 17″ ouest |                   |
| Menhir d'Huchigny                                                        | Areines                                     | Loir-et-Cher            | Centre-Val de Loire        | classé     | « PA00098320 », notice no PA00098320 | 47° 47′ 06″ nord, 1° 06′ 29″ est   |                   |
| Église Saint-Guénolé                                                     | Batz-sur-Mer                                | Loire-Atlantique        | Pays de la Loire           | classé     | « PA00108570 », notice no PA00108570 | 47° 16′ 38″ nord, 2° 28′ 48″ ouest |                   |
| Porte Saint-Pierre                                                       | Nantes                                      | Loire-Atlantique        | Pays de la Loire           | classé     | « PA00108757 », notice no PA00108757 | 47° 13′ 08″ nord, 1° 33′ 01″ ouest |                   |
| Église de la Madeleine de Montargis                                      | Montargis                                   | Loiret                  | Centre-Val de Loire        | classé     | « PA00098823 », notice no PA00098823 | 47° 59′ 54″ nord, 2° 43′ 58″ est   |                   |
| Église Saint-Léger de Montcresson                                        | Montcresson                                 | Loiret                  | Centre-Val de Loire        | classé     | « PA00098827 », notice no PA00098827 | 47° 54′ 22″ nord, 2° 48′ 25″ est   |                   |
| Église Saint-Jean-Baptiste de Préfontaines                               | Préfontaines                                | Loiret                  | Centre-Val de Loire        | classé     | « PA00098992 », notice no PA00098992 | 48° 06′ 31″ nord, 2° 41′ 28″ est   |                   |
| Château de Montal                                                        | Saint-Jean-Lespinasse                       | Lot                     | Occitanie                  | classé     | « PA00095241 », notice no PA00095241 | 44° 51′ 49″ nord, 1° 51′ 42″ est   |                   |
| Église Notre-Dame                                                        | Blou                                        | Maine-et-Loire          | Pays de la Loire           | classé     | « PA00108976 », notice no PA00108976 | 47° 21′ 42″ nord, 0° 02′ 21″ ouest |                   |
| Église Saint-Maurille                                                    | Chalonnes-sur-Loire                         | Maine-et-Loire          | Pays de la Loire           | classé     | « PA00109008 », notice no PA00109008 | 47° 21′ 08″ nord, 0° 45′ 28″ ouest |                   |
| Abbaye d'Asnière                                                         | Cizay-la-Madeleine                          | Maine-et-Loire          | Pays de la Loire           | classé     | « PA00109055 », notice no PA00109055 | 47° 10′ 31″ nord, 0° 11′ 28″ ouest |                   |
| Église Saint-Germain                                                     | Mouliherne                                  | Maine-et-Loire          | Pays de la Loire           | classé     | « PA00109221 », notice no PA00109221 | 47° 28′ 10″ nord, 0° 01′ 05″ est   |                   |
| abbaye Notre-Dame du Vœu : porte de l'ancienne abbatiale                 | Cherbourg-en-Cotentin (Cherbourg-Octeville) | Manche                  | Normandie                  | classé     | « PA00110366 », notice no PA00110366 | 49° 38′ 50″ nord, 1° 38′ 30″ ouest |                   |
| Église Saint-Pierre                                                      | Le Mont-Saint-Michel                        | Manche                  | Normandie                  | classé     | « PA00110465 », notice no PA00110465 | 48° 38′ 10″ nord, 1° 30′ 36″ ouest |                   |
| Logis Saint-Symphorien                                                   | Le Mont-Saint-Michel                        | Manche                  | Normandie                  | classé     | « PA00110496 », notice no PA00110496 | 48° 38′ 12″ nord, 1° 30′ 37″ ouest |                   |
| Croix de cimetière de Saint-Boingt                                       | Saint-Boingt                                | Meurthe-et-Moselle      | Grand Est                  | classé     | « PA00106358 », notice no PA00106358 | 48° 25′ 51″ nord, 6° 26′ 14″ est   |                   |
| Église Saint-Florentin de Bonnet                                         | Bonnet                                      | Meuse                   | Grand Est                  | classé     | « PA00106500 », notice no PA00106500 | 48° 31′ 20″ nord, 5° 26′ 13″ est   |                   |
| Croix de Sepvigny                                                        | Sepvigny                                    | Meuse                   | Grand Est                  | classé     | « PA00106632 », notice no PA00106632 | 48° 33′ 32″ nord, 5° 41′ 11″ est   |                   |
| Église Saint-Pierre-aux-Nonnains                                         | Metz                                        | Moselle                 | Grand Est                  | classé     | « PA00106812 », notice no PA00106812 | 49° 06′ 54″ nord, 6° 10′ 10″ est   |                   |
| Croix d'Ourouër                                                          | Ourouër                                     | Nièvre                  | Bourgogne-Franche-Comté    | classé     | « PA00112979 », notice no PA00112979 | 47° 03′ 33″ nord, 3° 18′ 22″ est   |                   |
| Hôtel de ville du Cateau-Cambrésis                                       | Le Cateau-Cambrésis                         | Nord                    | Hauts-de-France            | classé     | « PA00107428 », notice no PA00107428 | 50° 06′ 19″ nord, 3° 32′ 34″ est   |                   |
| Église Saint-Martin                                                      | Le Cateau-Cambrésis                         | Nord                    | Hauts-de-France            | classé     | « PA00107427 », notice no PA00107427 | 50° 06′ 16″ nord, 3° 32′ 40″ est   |                   |
| Abbaye de Watten                                                         | Watten                                      | Nord                    | Hauts-de-France            | classé     | « PA00107889 », notice no PA00107889 | 50° 49′ 38″ nord, 2° 13′ 21″ est   |                   |
| Chapelle Saint-Blaise de Tillard                                         | Silly-Tillard                               | Oise                    | Hauts-de-France            | classé     | « PA00114912 », notice no PA00114912 | 49° 20′ 03″ nord, 2° 10′ 18″ est   |                   |
| Église Notre-Dame de Courgeon                                            | Courgeon                                    | Orne                    | Normandie                  | classé     | « PA00110786 », notice no PA00110786 | 48° 28′ 45″ nord, 0° 36′ 47″ est   |                   |
| Chapelle Notre-Dame-de-Pitié                                             | Longny-au-Perche                            | Orne                    | Normandie                  | classé     | « PA00110837 », notice no PA00110837 | 48° 31′ 47″ nord, 0° 44′ 58″ est   |                   |
| Église Saint-Martin                                                      | Longny-au-Perche                            | Orne                    | Normandie                  | classé     | « PA00110838 », notice no PA00110838 | 48° 31′ 50″ nord, 0° 45′ 10″ est   |                   |
| Église Saint-Nicolas de Guarbecque                                       | Guarbecque                                  | Pas-de-Calais           | Hauts-de-France            | classé     | « PA00108296 », notice no PA00108296 | 50° 36′ 36″ nord, 2° 29′ 19″ est   |                   |
| Chapelle du cimetière de Saint-Amand                                     | Saint-Amand                                 | Pas-de-Calais           | Hauts-de-France            | classé     | « PA00108390 », notice no PA00108390 | 50° 10′ 03″ nord, 2° 33′ 41″ est   |                   |
| Église Saint-Jean d'Ambert                                               | Ambert                                      | Puy-de-Dôme             | Auvergne-Rhône-Alpes       | classé     | « PA00091856 », notice no PA00091856 | 45° 33′ 03″ nord, 3° 44′ 24″ est   |                   |
| Église Saint-Julien de Bansat                                            | Bansat                                      | Puy-de-Dôme             | Auvergne-Rhône-Alpes       | classé     | « PA00091884 », notice no PA00091884 | 45° 28′ 59″ nord, 3° 20′ 39″ est   |                   |
| Croix de cimetière                                                       | Saint-Amant-Roche-Savine                    | Puy-de-Dôme             | Auvergne-Rhône-Alpes       | classé     | « PA00092336 », notice no PA00092336 | 45° 34′ 41″ nord, 3° 37′ 54″ est   |                   |
| Château de Saint-Floret                                                  | Saint-Floret                                | Puy-de-Dôme             | Auvergne-Rhône-Alpes       | classé     | « PA00092353 », notice no PA00092353 | 45° 33′ 06″ nord, 3° 06′ 20″ est   |                   |
| Fort-les-Bains                                                           | Amélie-les-Bains-Palalda                    | Pyrénées-Orientales     | Occitanie                  | classé     | « PA00103955 », notice no PA00103955 | 42° 28′ 15″ nord, 2° 39′ 52″ est   |                   |
| Église Saint-Nicolas de Beaujeu                                          | Beaujeu                                     | Rhône                   | Auvergne-Rhône-Alpes       | classé     | « PA00117718 », notice no PA00117718 | 46° 09′ 17″ nord, 4° 35′ 14″ est   |                   |
| Tour du Moulin                                                           | Marcigny                                    | Saône-et-Loire          | Bourgogne-Franche-Comté    | classé     | « PA00113343 », notice no PA00113343 | 46° 16′ 29″ nord, 4° 02′ 35″ est   |                   |
| Église Saint-Martin de Vareilles                                         | Vareilles                                   | Saône-et-Loire          | Bourgogne-Franche-Comté    | classé     | « PA00113518 », notice no PA00113518 | 46° 17′ 52″ nord, 4° 15′ 38″ est   |                   |
| Pseudo-polissoir de Jaignes                                              | Jaignes                                     | Seine-et-Marne          | Île-de-France              | classé     | « PA00087033 », notice no PA00087033 | 48° 59′ 29″ nord, 3° 03′ 08″ est   |                   |
| Église Sainte-Marie-Madeleine de Pécy                                    | Pécy                                        | Seine-et-Marne          | Île-de-France              | classé     | « PA00087192 », notice no PA00087192 | 48° 39′ 19″ nord, 3° 04′ 45″ est   |                   |
| Église Saint-Ayoul                                                       | Provins                                     | Seine-et-Marne          | Île-de-France              | classé     | « PA00087196 », notice no PA00087196 | 48° 33′ 38″ nord, 3° 18′ 12″ est   |                   |
| Ensemble archiépiscopal                                                  | Rouen                                       | Seine-Maritime          | Normandie                  | classé     | « PA00100800 », notice no PA00100800 | 49° 26′ 25″ nord, 1° 05′ 41″ est   |                   |
| Château de Castelnau-de-Lévis                                            | Castelnau-de-Lévis                          | Tarn                    | Occitanie                  | classé     | « PA00095499 », notice no PA00095499 | 43° 56′ 23″ nord, 2° 05′ 01″ est   |                   |
| Église Saint-Gervais-et-Saint-Protais de Saint-Gervais                   | Saint-Gervais                               | Val-d'Oise              | Île-de-France              | classé     | « PA00080195 », notice no PA00080195 | 49° 10′ 09″ nord, 1° 46′ 06″ est   |                   |
| Église Saint-Julien-de-Brioude                                           | Marolles-en-Brie                            | Val-de-Marne            | Île-de-France              | classé     | « PA00079892 », notice no PA00079892 | 48° 43′ 56″ nord, 2° 33′ 03″ est   |                   |
| Tour Saint-Jean-le-Vieux                                                 | Avignon                                     | Vaucluse                | Provence-Alpes-Côte d'Azur | classé     | « PA00081953 », notice no PA00081953 | 43° 56′ 54″ nord, 4° 48′ 36″ est   |                   |
| Collégiale Saint-Martin de Bollène                                       | Bollène                                     | Vaucluse                | Provence-Alpes-Côte d'Azur | classé     | « PA00081971 », notice no PA00081971 | 44° 16′ 45″ nord, 4° 45′ 02″ est   |                   |
| Église Notre-Dame-de-Pitié de Saignon                                    | Saignon                                     | Vaucluse                | Provence-Alpes-Côte d'Azur | classé     | « PA00082143 », notice no PA00082143 | 43° 51′ 45″ nord, 5° 25′ 44″ est   |                   |
| Église Notre Dame-et-Saint-Christophe de Saint-Christol                  | Saint-Christol                              | Vaucluse                | Provence-Alpes-Côte d'Azur | classé     | « PA00082145 », notice no PA00082145 | 44° 01′ 43″ nord, 5° 29′ 28″ est   |                   |
| Croix de village                                                         | Aouze                                       | Vosges                  | Grand Est                  | classé     | « PA00107079 », notice no PA00107079 | 48° 22′ 32″ nord, 5° 52′ 21″ est   |                   |
| Croix de chemin                                                          | Aroffe                                      | Vosges                  | Grand Est                  | classé     | « PA00107081 », notice no PA00107081 | 48° 24′ 18″ nord, 5° 54′ 02″ est   |                   |
| Croix                                                                    | Attignéville                                | Vosges                  | Grand Est                  | classé     | « PA00107082 », notice no PA00107082 | 48° 22′ 56″ nord, 5° 48′ 40″ est   |                   |
| Croix Vernaie                                                            | Autigny-la-Tour                             | Vosges                  | Grand Est                  | classé     | « PA00107083 », notice no PA00107083 | 48° 23′ 45″ nord, 5° 45′ 17″ est   |                   |
| Croix de chemin                                                          | Autigny-la-Tour                             | Vosges                  | Grand Est                  | classé     | « PA00107084 », notice no PA00107084 | 48° 24′ 11″ nord, 5° 45′ 48″ est   |                   |
| Croix                                                                    | Barville                                    | Vosges                  | Grand Est                  | classé     | « PA00107090 », notice no PA00107090 | 48° 23′ 01″ nord, 5° 47′ 19″ est   |                   |
| Croix de cimetière                                                       | Bayecourt                                   | Vosges                  | Grand Est                  | classé     | « PA00107093 », notice no PA00107093 | 48° 16′ 01″ nord, 6° 29′ 19″ est   |                   |
| Croix du Breuil                                                          | Châtenois                                   | Vosges                  | Grand Est                  | classé     | « PA00107111 », notice no PA00107111 | 48° 18′ 08″ nord, 5° 49′ 51″ est   |                   |
| Croix de carrefour                                                       | Châtillon-sur-Saône                         | Vosges                  | Grand Est                  | classé     | « PA00107112 », notice no PA00107112 | 47° 56′ 46″ nord, 5° 52′ 44″ est   |                   |
| Croix de chemin                                                          | Courcelles-sous-Châtenois                   | Vosges                  | Grand Est                  | classé     | « PA00107122 », notice no PA00107122 | 48° 19′ 45″ nord, 5° 49′ 20″ est   |                   |
| Croix de cimetière                                                       | Dolaincourt                                 | Vosges                  | Grand Est                  | classé     | « PA00107127 », notice no PA00107127 | 48° 20′ 34″ nord, 5° 48′ 44″ est   |                   |
| Croix                                                                    | Dolaincourt                                 | Vosges                  | Grand Est                  | classé     | « PA00107128 », notice no PA00107128 | 48° 20′ 23″ nord, 5° 48′ 50″ est   |                   |
| Croix de cimetière                                                       | Liffol-le-Grand                             | Vosges                  | Grand Est                  | classé     | « PA00107193 », notice no PA00107193 | 48° 19′ 23″ nord, 5° 34′ 59″ est   |                   |
| Croix de chemin                                                          | Rebeuville                                  | Vosges                  | Grand Est                  | classé     | « PA00107247 », notice no PA00107247 | 48° 20′ 09″ nord, 5° 42′ 17″ est   |                   |
| Croix                                                                    | Rebeuville                                  | Vosges                  | Grand Est                  | classé     | « PA00107249 », notice no PA00107249 | 48° 20′ 08″ nord, 5° 42′ 04″ est   |                   |
| Croix                                                                    | Rebeuville                                  | Vosges                  | Grand Est                  | classé     | « PA00107248 », notice no PA00107248 | 48° 20′ 03″ nord, 5° 42′ 11″ est   |                   |
| Croix                                                                    | Rebeuville                                  | Vosges                  | Grand Est                  | classé     | « PA00107250 », notice no PA00107250 | 48° 19′ 59″ nord, 5° 42′ 02″ est   |                   |
| Croix Saint-Pierre                                                       | Rouvres-la-Chétive                          | Vosges                  | Grand Est                  | classé     | « PA00107268 », notice no PA00107268 | 48° 18′ 39″ nord, 5° 47′ 02″ est   |                   |
| Croix de chemin                                                          | Rouvres-la-Chétive                          | Vosges                  | Grand Est                  | classé     | « PA00107269 », notice no PA00107269 | 48° 18′ 28″ nord, 5° 46′ 30″ est   |                   |
| Croix de carrefour                                                       | Vincey                                      | Vosges                  | Grand Est                  | classé     | « PA00107315 », notice no PA00107315 | 48° 20′ 16″ nord, 6° 19′ 57″ est   |                   |
| Croix de cimetière                                                       | Vouxey                                      | Vosges                  | Grand Est                  | classé     | « PA00107321 », notice no PA00107321 | 48° 21′ 12″ nord, 5° 49′ 21″ est   |                   |
| Séminaire                                                                | Auxerre                                     | Yonne                   | Bourgogne-Franche-Comté    | classé     | « PA00113606 », notice no PA00113606 | 47° 47′ 55″ nord, 3° 34′ 09″ est   |                   |
| Palais archiépiscopal                                                    | Sens                                        | Yonne                   | Bourgogne-Franche-Comté    | classé     | « PA00113852 », notice no PA00113852 | 48° 11′ 51″ nord, 3° 17′ 03″ est   |                   |
| Église Saint-Denis d'Adainville                                          | Adainville                                  | Yvelines                | Île-de-France              | classé     | « PA00087358 », notice no PA00087358 | 48° 43′ 23″ nord, 1° 39′ 11″ est   |                   |
| Église Saint-Béat d'Épône                                                | Épône                                       | Yvelines                | Île-de-France              | classé     | « PA00087427 », notice no PA00087427 | 48° 57′ 19″ nord, 1° 48′ 51″ est   |                   |